# Tebaldo Brusato

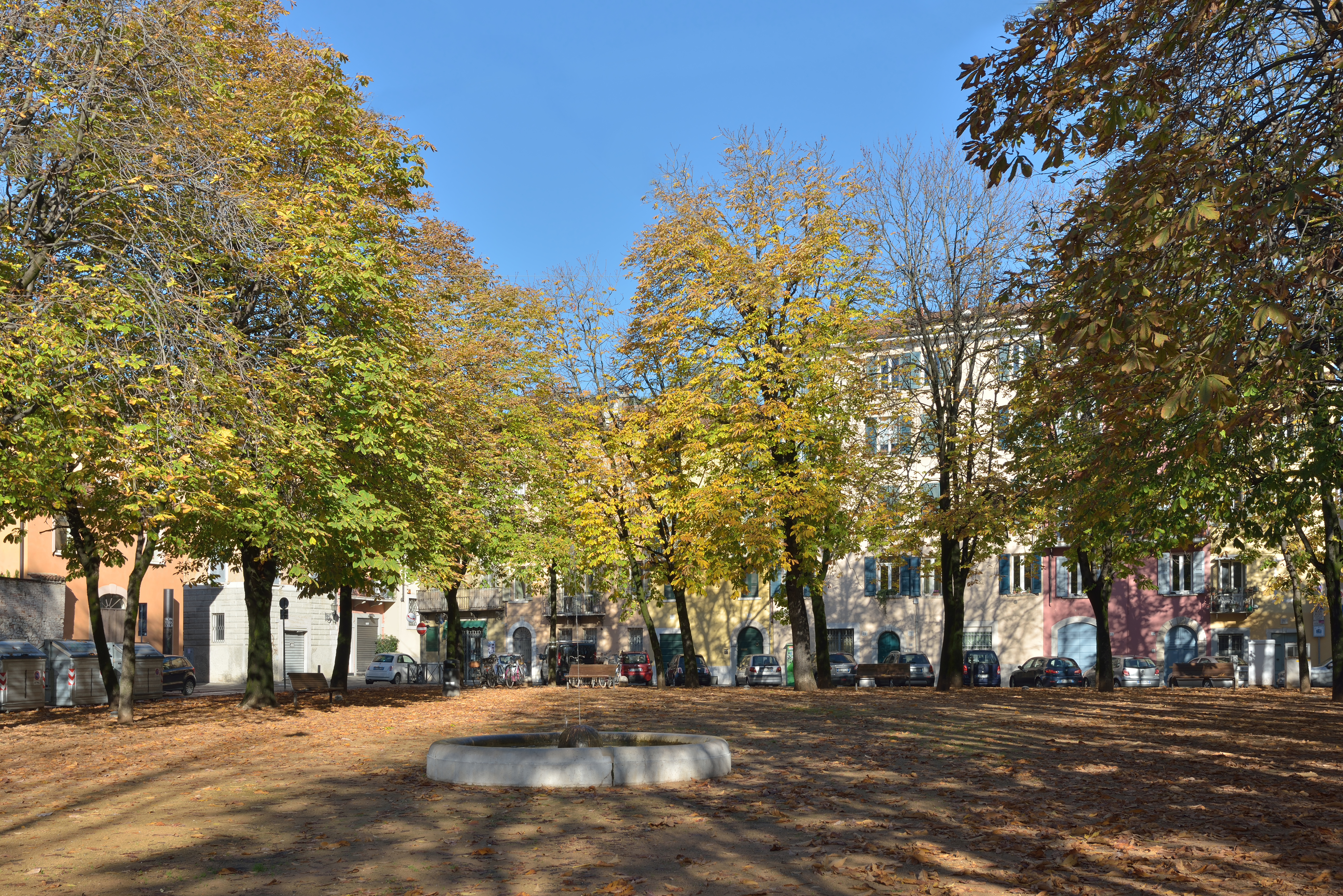
Brescia, piazza Tebaldo Brusato

Tebaldo Brusato (... – Brescia, 20 giugno 1311) è stato un politico italiano.

## Biografia
Schierato coi guelfi di parte nera, il conte Tebaldo de' Brusati dal 1281 circa ricoprì la carica di podestà di diverse città, tra cui Piacenza, Parma, Bologna, Firenze, Faenza e Treviso.
Nel 1295 tornò a Brescia per cercare di reprimere la rivolta tra guelfi e ghibellini. Venne nuovamente espulso dalla città ad opera del vescovo Berardo Maggi, che parteggiava per i ghibellini Visconti, proclamandosi signore di Brescia, in data 6 marzo 1298.
Richiamato in patria con tutti i guelfi l'anno seguente per disposizione di Enrico VII, provocò la sollevazione della città. Brescia venne messa sotto assedio dalle truppe dell'imperatore per quattro mesi. Tebaldo venne catturato nel 1311 e gli fu promessa la libertà qualora si fosse arreso assieme ai rivoltosi. Tebaldo incitò invece i suoi concittadini a proseguire la lotta. Venne torturato e morì il 20 giugno 1311.
Brescia ha intitolato a Tebaldo Brusato una piazza nel centro della città.